# Lorenz Bank
Lorenz Bank (* 6. April 2001 in Magdeburg) ist ein deutscher Basketballspieler.

## Laufbahn
Banks Vater Jan Bank spielte bereits in der DDR für Magdeburg in der Oberliga, absolvierte zwei Spiele für die Basketballnationalmannschaft der DDR und spielte nach der politischen Wende für Magdeburg und den OBC Wolmirstedt in der 2. Basketball-Bundesliga.
Lorenz Bank begann seine Basketballkarriere beim USC Magdeburg und trat ab 2014 mit einer Doppelspielberechtigung für Magdeburg und den Mitteldeutschen Basketball Club an und schloss sich 2018 nach einem Jahr Aufenthalt in den USA Science City Jena an. Er spielte für die Saalestädter zunächst in der Nachwuchs-Basketball-Bundesliga und stand seit 2019 im Kader der ProA-Mannschaft und von Culture City Weimar, dem Jenaer Farmteam in der Regionalliga Südost. Er bestritt sein erstes Profispiel am 9. Oktober 2019 beim Heimsieg gegen die PS Karlsruhe Lions, bei dem ihm auch sein erster Punkt gelang. Im Sommer 2022 wurde sein ursprünglich bis 2023 laufender Vertrag in Jena bis 2025 verlängert und er wurde für eine Saison an den Ligakonkurrenten Phoenix Hagen verliehen. Bank absolvierte alle 37 Saisonspiele der Hagener und kam im Schnitt auf 7,9 Punkte und 3,1 Rebounds pro Spiel.
2025 wurde Bank mit Jena Zweitligavizemeister.